# Acadèmia Medieval d'Amèrica
L'Acadèmia Medieval d'Amèrica (anglès: Medieval Academy of America, anglès: Mediaeval Academy of America fins a voltants del 1980) és la principal entitat d'estudis medievals dels Estats Units. Fundada el 1925, té la seu a Cambridge (Massachusetts). Publica la revista trimestral Speculum i atorga beques i premis com la Medalla Haskins, anomenada en honor de Charles Homer Haskins, cofundador i segon president de l'acadèmia.
Promou la recerca, la publicació i l'ensenyament en l'art, l'arqueologia, la història, el dret, la literatura, la música, la filosofia, la religió, la ciència, les institucions socials i econòmiques i tots els altres aspectes de l'edat mitjana.
Fou admesa al Consell Americà de Societats Cultes el 1927. És membre de l'Associació Històrica Americana des del 1989.
Gestiona Medieval Digital Resources, una base de dades en línia amb revisió per experts.